# Eremiaphila aristidis
Eremiaphila aristidis è una specie di mantide religiosa appartenente al genere Eremiaphila.